# Liberalisme moderat
El liberalisme moderat (o també moderatisme) és una visió singular espanyola del liberalisme polític del segle xix que respon a la representació política dels interessos de la nova classe dominant formada per l'antiga aristocràcia i l'alta burgesia, convertides en una nova oligarquia. Va aconseguir integrar en el mateix projecte polític, el Partit Moderat, a bona part dels liberals moderats (doceañistas) així com als més moderats d'entre els carlins, que després de l'abraçada de Bergara (1839) van procurar reconciliar-se amb els isabelins. Més endavant es van organitzar altres projectes polítics inspirats pel moderatisme, com la Unió Liberal (1858) i el Partit Liberal Conservador (1876).
En línies generals el moderatisme és una confluència d'elements provinents de l'Antic Règim i del Nou Règim. Els seus referents europeus eren el doctrinarisme francès i el conservadorisme britànic. El seu adversari en la vida pública espanyola va ser el liberalisme progressista, encara que tots dos constituïen l'única part de l'espectre polític institucionalment acceptada per al joc polític, els anomenats partits dinàstics.

## Del jovellanisme alpasteleo
El liberalisme moderat, encara que pot retrotraure el seu origen a la Guerra del Francès, en la postura dels jovellanistes (per Jovellanos), es troba entre la d'absolutistes i liberals als debats de les Corts de Cadis i no s'explicita com a moviment polític fins al trienni liberal (quuan els moderats s'oposen als exaltats). Fins i tot llavors no es va arribar a concretar en la seva forma definitiva. Aquesta concreció es va efectuar a partir dels últims anys del regnat de Ferran VII, quan el grup isabelí dins de la cort, entorn de la futura regent Maria Cristina de Borbó, va procurar atreure's als més moderats d'entre els liberals (Francisco Martínez de la Rosa), aconseguint una amnistia que permetés el seu retorn de l'exili (1832, primer restringida i després ampliada en 1833) per tal de donar suport la successió de l'única filla del rei, Isabel; enfront del grup carlista, clarament absolutista, partidari de l'aplicació de la Llei Sàlica que preveia la successió del germà menor del rei, Carles. L'evidència de la necessitat d'un suport mutu entre els liberals moderats i l'aristocràcia isabelina va fer trobar una expressió possibilista de la ideologia comuna, allunyada de tot extremisme. Entre els seus adversaris es va qualificar de pasteleo aquest intercanvi de favors, conciliació o convergència d'interessos entorn d'una postura equidistant, denominació popularitzada fins a tal punt que va passar a ser un sinònim ofensiu per al mateix liberalisme moderat, i els moderats eren anomenats pastissers; mentre que a Martínez de la Rosa se li van aplicar els malnoms de Rosita la pastissera i Baró del bell roser.

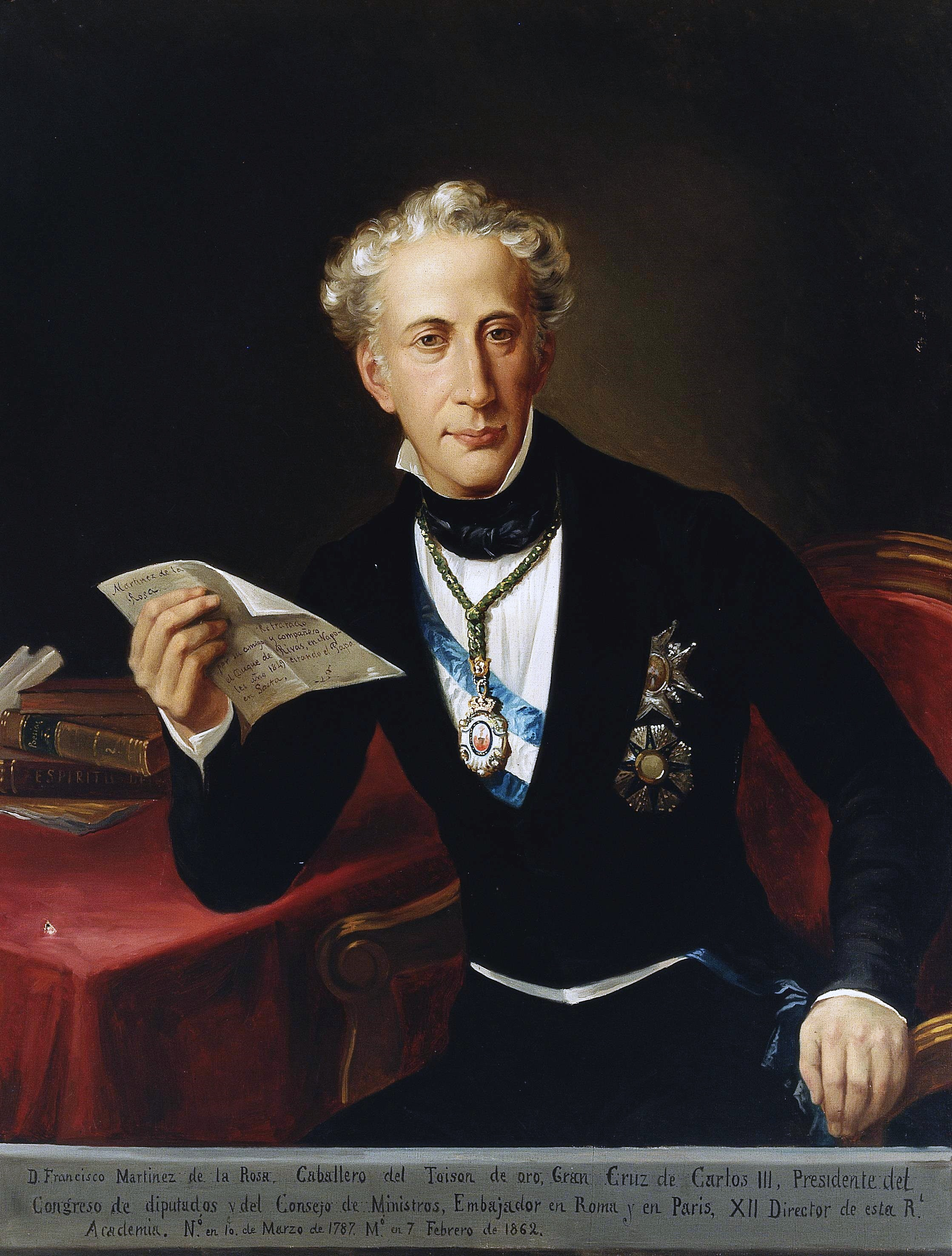
Francisco Martínez de la Rosa.
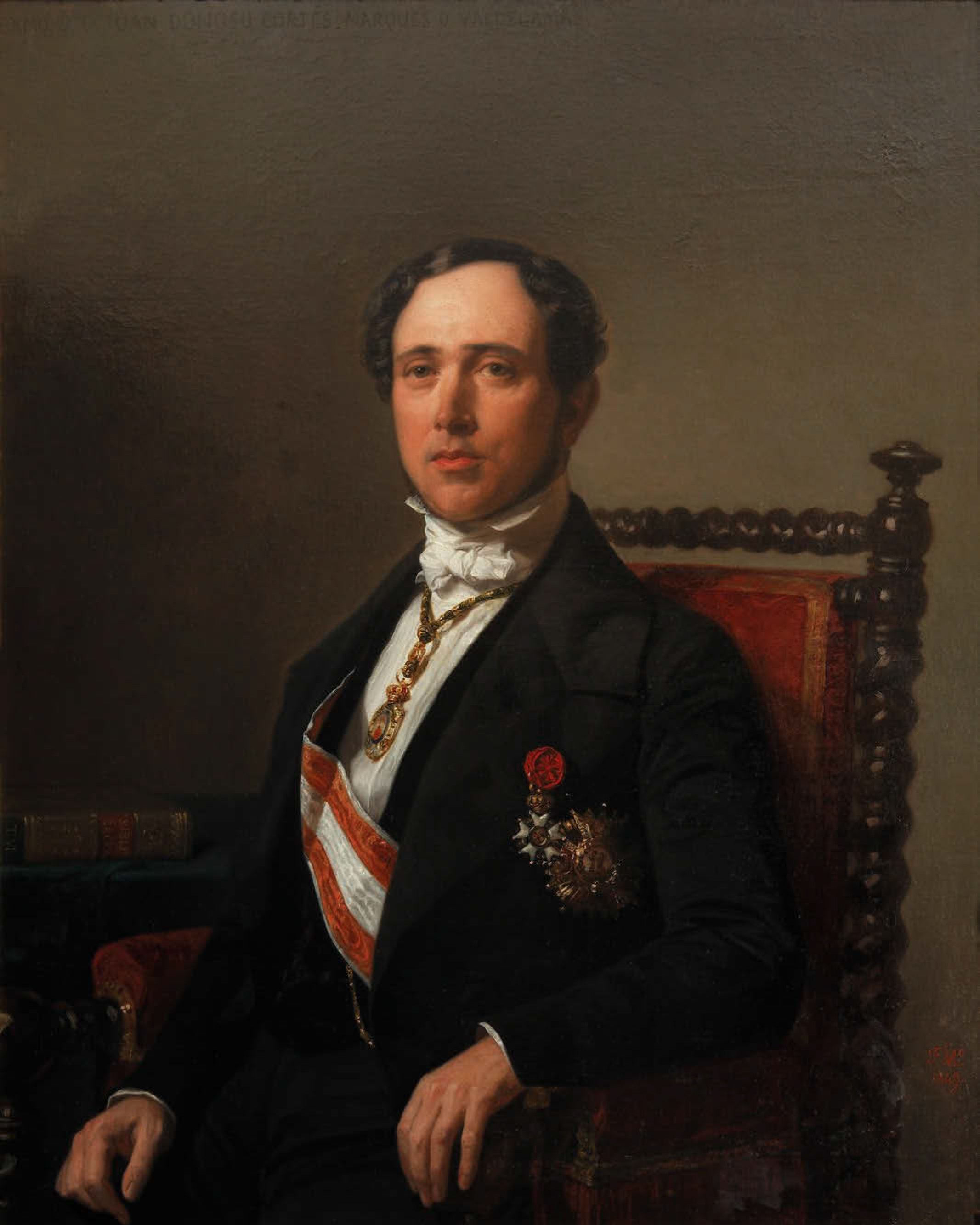
Donoso Cortés.
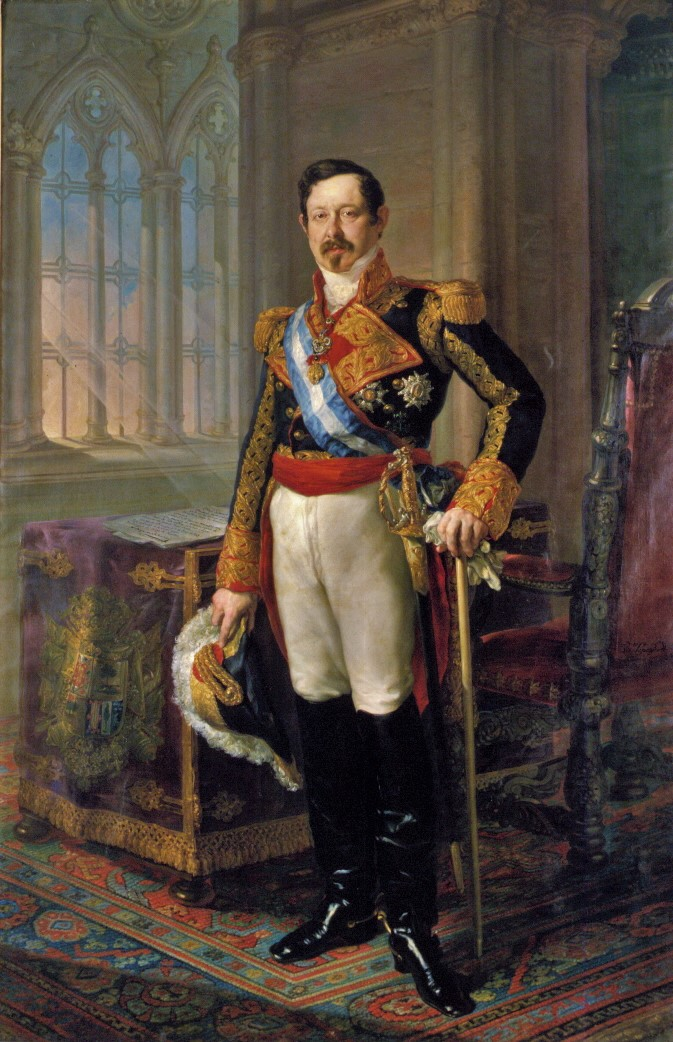
Ramón María Narváez.
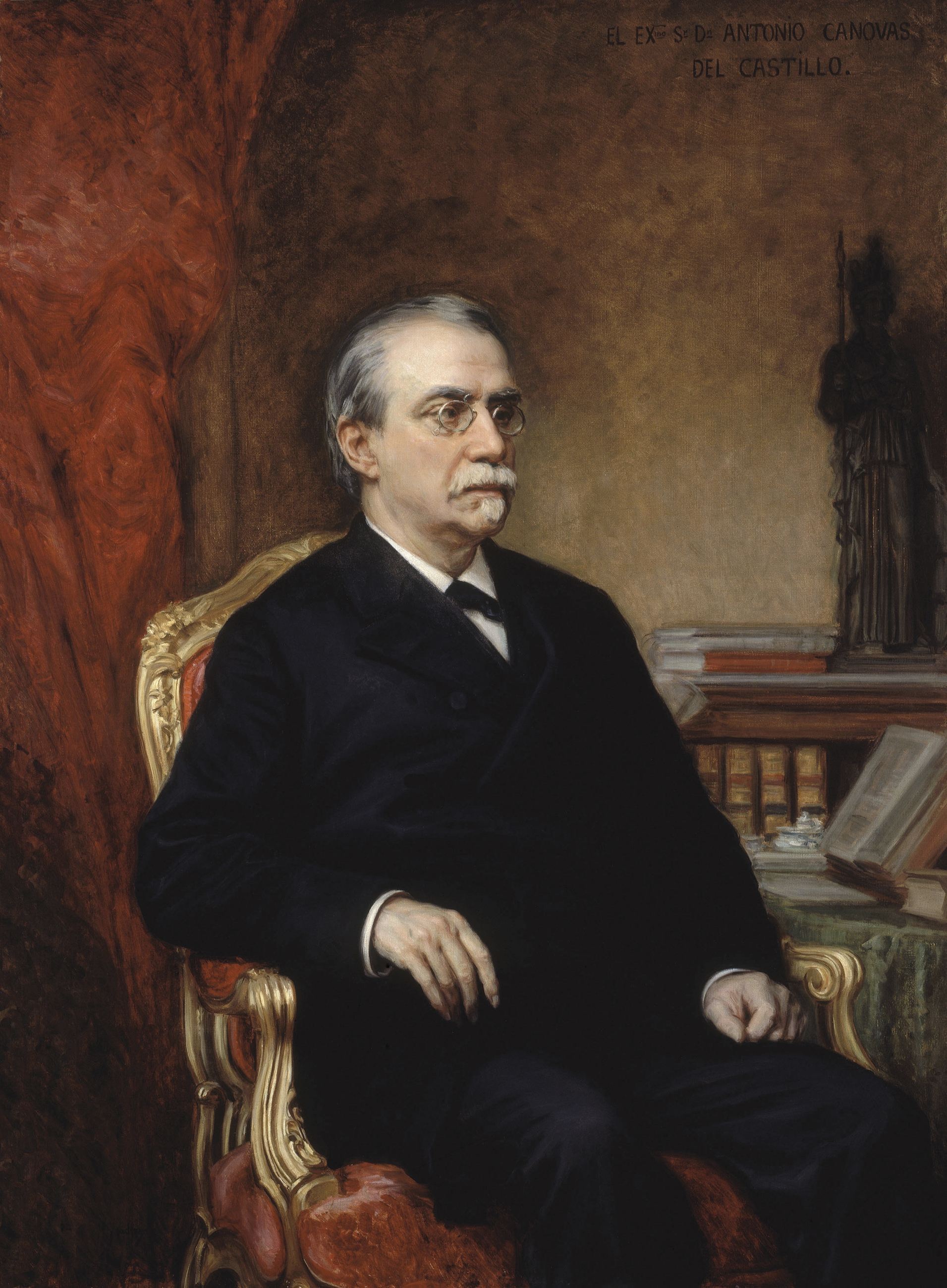
Antonio Cánovas del Castillo.

## El programa moderat en el poder
Convertits en un veritable partit polític d'elits amb implantació a les províncies i un eficaç aparell propagandístic, van guanyar les eleccions de 1837. Als fundadors del partit en aquest moment se'ls ha qualificat com la millor generació de liberals conservadors del vuit-cents espanyol: Antonio Alcalá Galiano, Francisco Javier de Istúriz, Andrés Borrego, Antonio de los Ríos Rosas, Martínez de la Rosa, Joaquín Francisco Pacheco Gutiérrez i Nicomedes Pastor Díaz.
Els moderats es van mantenir en el poder durant bona part del regnat d'Isabel II (dècada moderada, 1844-1854, i el període 1856-1868) recorrent a pronunciaments militars quan calia, a càrrec del seu principal exponent, Narváez. Des del govern van tenir oportunitat de desenvolupar els principis programàtics del liberalisme moderat, identificats amb la Constitució Espanyola de 1845, que mantenia un equilibri de poders entre rei i parlament molt més favorable al monarca que en la Constitució espanyola de 1812 i fins i tot que la constitució de 1837. Un petit grup de moderats partidaris de seguir amb aquest text (per entendre que beneficiava al consens i l'estabilitat política), va anar despectivament acusat de prejudicis puritans per Narváez, que els va ignorar, i des de llavors se'ls va conèixer com a puritans o dissidència puritana; liderats per Pacheco i Pastor Díaz, comptaven amb personalitats com Istúriz, José de Salamanca y Mayol, Patricio de la Escosura i Claudio Moyano, i el suport dels generals Manuel Gutiérrez de la Concha i Antonio Ros de Olano, i que acabarien confluint amb els més moderats d'entre els progressistes en les estratègies d'Unió Liberal dirigides pel general Leopoldo O'Donnell.
Es va forçar una forta restricció del sufragi amb criteris econòmics, reservant-ho als més rics; i es va propiciar una política d'ordre públic confiada a un cos de nova creació, la Guàrdia Civil. El liberalisme moderat era marcadament centralista, reduint les atribucions municipals que els progressistes procuraven expandir; i va mantenir una política econòmica favorable als interessos de l'oligarquia terratinent castellano-andalusa (segons demandés la conjuntura, entre el proteccionisme i el lliurecanvisme), que en el fiscal es traduïa en una major càrrega impositiva indirecta (els consums, pagats per tots) que directa (les contribucions, pagades amb relació a la riquesa). La reforma d'hisenda de 1845 realitzada per Alejandro Mon y Menéndez i Ramón de Santillán va perpetuar aquest sistema fiscal.
Conservadors en matèria social i religiosa, els moderats espanyols no van pretendre la separació Església-Estat, sinó una reconducció de la política anticlerical pròpia dels liberals progressistes, la qual cosa es va concretar en el Concordat de 1851. L'Església Catòlica espanyola va seguir gaudint d'un paper preponderant en la vida pública, respectant-se la seva posició privilegiada en l'educació i garantint-se la seva supervivència econòmica després d'haver-li privat de les seves fonts de riquesa amb la Desamortització. Mitjançant el pressupost de culte i clergat l'Estat s'obligava al pagament dels salaris de sacerdots i bisbes i al manteniment de l'immens patrimoni immobiliari que encara romania sota el seu control. Ideològicament, els denominats neocatòlics van representar l'ala dreta del moderatisme, procurant un difícil equilibri entre catolicisme i liberalisme, que per als seus adversaris era un simple emmascarament de postures tradicionalistes, ultramontanes o reaccionàries.

## Canovisme
Durant el sexenni revolucionari els moderats només van obtenir una representació parlamentària marginal, però el paper de Cánovas del Castillo va ser determinant per a la tornada d'Alfons XII com a rei, reorganitzant aquest espai polític en el que durant la Restauració es denominarà Partit Liberal Conservador, que s'alternarà en el poder amb el Partit Liberal Fusionista de Sagasta. La Constitució de 1876 recollirà bona part de l'ideari polític moderat, que a partir de llavors passa a denominar-se conservador o canovista.

## Personalitats i mitjans vinculats al liberalisme moderat
El caràcter centrista del liberalisme moderat va provocar que, a més dels moderats que ho van ser des de l'inici de la seva carrera política o intel·lectual, algunes de les personalitats més destacades d'aquest àmbit polític i ideològic provinguessin de les files dels seus adversaris polítics. Uns van seguir una trajectòria política cap a la dreta, provinents del liberalisme exaltat o de les diferents agrupacions progressistes; uns altres, una trajectòria cap a l'esquerra, arribant al moderatisme provinents del carlisme.
A més dels citats amb anterioritat, poden nomenar-se a:
- Els doceañistas Agustín Argüelles Álvarez, Comte de Toreno i Diego Muñoz Torrero (que foren liberals a les Corts de Cadis i moderats des del Trienni).
- Nicolás María Garelli y Battifora, gran jurista.
- Javier de Burgos (dissenyador de la divisió provincial).
- Felipe Sierra Pambley, ministre d'Hisenda.
- Jacinto de Romarate
- Pedro Agustín Girón
- Diego Medrano y Treviño
- Narciso Heredia y Begines de los Ríos
- Bernardino Fernández de Velasco y Benavides
- Pedro Egaña
- Patricio de la Escosura (passà del Partit Moderat al Progressista i posteriorment a la Unió Liberal).
- Juan Bravo Murillo
- Francisco Javier Girón
- Diego de León (militar contrari a Espartero, fou afusellat en fracassar en un pronunciamiento).
- Cándido Nocedal (evolucionà fins a postures neocatòliques i s'aproximà al carlisme).
- Manuel Gutiérrez de la Concha
- Juan Álvarez de Lorenzana y Guerrero
- José de Posada Herrera
- Claudio Moyano (inicialment progressista, va criticar la Desamortització de Madoz i es va passar a les files moderades, i ja en la Restauració, als conservadors de Cánovas).
- Luis González Bravo (inicialment progressista, va arribar a encapçalar el govern moderat caracteritzat per la més dura repressió en el període final d'Isabel II, i es va apropar als carlistes, ja en l'exili).
- Juan Valera y Alcalá Galiano

La història de la premsa a Espanya es va caracteritzar al segle xix pel predomini de la premsa de partit, estant els periòdics clarament alineats amb una posició política determinada, encara que cap d'ells fos exactament un òrgan oficial. Entre els mitjans identificats com alineats amb el moderatisme hom pot trobar:
1820-1823:
- El Censor
- El Universal

1833-1836:
- La Abeja

1836-1840:
- El Porvenir
- El Correo Nacional

1840-1843
- El Heraldo
- El Sol
- El Castellano
- El Conservador (Revista semanal de política, ciencia y literatura -grup dels puritans-)

1843-1854:
- El Heraldo
- El Correo Nacional
- La Época
- El Diario Español

1854-1856:
- La España
- El Parlamento
- La Verdad
- La Época
- Diario Español

1856-1868:
- La España
- El Conciliador
- La época (d'Unió Liberal, aristocràtic, només per a subscriptors)

Altres periòdics i revistes moderades, sense indicació de període:
- El Vapor (Barcelona)
- El Guardia Nacional (Barcelona)
- El Papa-Moscas (Burgos)
- La Correspondencia de España
- La Colmena
- El Redactor General
- El Mundo
- El Eco del Comercio (en altres fonts apareix com a periòdic progressista -Fermín Caballero-)
- Revista de España y del Extranjero